# 베드란 첼랴크
베드란 첼랴크(크로아티아어: Vedran Celjak, 1991년 8월 13일 자보크 ~ )는 크로아티아의 축구 선수로 포지션은 라이트 백이다. 현재는 세리에 C의 칼초 레코 1912에서 뛰고 있다.